# Joan Adell i Àlvarez
Joan Adell i Àlvarez (Blanes, 5 de març de 1938) és un farmacèutic, metge, escriptor i poeta català. És llicenciat en Farmàcia i en Medicina.

## Biografia
De professió farmacèutic, no serà fins al 2007 quan publica els seus primers llibres, el poemari Sorrejant (Premi de Poesia Miquel de Segarra, 2006) i la novel·la El nàufrag (Premi Rei en Jaume de Calvià, 2006). A partir d'aquest moment, continua guanyant diversos guardons, tant en narrativa com en poesia. L'estiu del 2008 l'Ajuntament de Blanes li encarrega el Pregó de Festa Major i l'any 2010 la seva novel·la Matins grisos queda finalista del Premi Ramon Llull de les Lletres Catalanes. La diada de Sant Jordi de l'any 2021 la Biblioteca Comarcal de Blanes inaugura el «Racó Joan Adell», on es conserva tota la seva obra. Homenatjat com a escriptor sènior per l'Institut de les Lletres Catalanes el 18 d'octubre de 2023.

## Obra

### Poesia
- Primer llibre de poemes [amb altres autors]. Vic: Emboscall, 2006.
- Sorrejant. Castelló de la Plana: La barraca, 2007. Premi de Poesia Miquel Peris Segarra (2006)
- Erotisme som tu i jo [amb altres autors]. Vic: Emboscall, 2007.
- Tres estrelles Michelin. Benicarló: Onada, 2011. Premi de Poesia Jaume Bru i Vidal[2] (2011)
- Taronges calentes. Juneda: Editorial Fonoll, 2017.[3]
- La ceguesa dels miralls. Alella: Editorial Fonoll, 2020. Premi Alella a Maria Oleart (2020)
- Tresors adolescents. Les Masies de Roda, 2023. Premi de Poesia Miquel Arimany (2023)

### Narrativa breu
- La cartilla militar. Barcelona: La Quadriga, 2005.
- El Suïcida. Barcelona: La Quadriga, 2006.
- La física i el poeta. Barcelona: La Quadriga, 2006.
- El mossèn de les pusses. Barcelona: La Busca, 2007. Premi Víctor Mora de Narrativa Breu (2007)
- Pare, hem de parlar. Valls: Cossetània, 2007.
- Més enllà del simulacre. Sant Adrià de Besòs: Ajuntament de Sant Adrià de Besòs, 2009. Premi IV Concurs Literari Ciutat de Sant Adrià (2008)
- Regressió, dins La darrera carta i altres narracions. Lleida: Pagès, 2010. Premi Vent de Port (2009)
- Somriures d'ultratomba, dins El telèfon negre. Lleida: Pagès, 2011.
- Conte de Nadal amb epíleg. Barcelona: Núvol,2013
- Arran de vies. Masies de Roda. Premi Miquel Arimany, 2018
- La Sara i en Bru. Masies de Roda, 2020
- El jersei del mestre. Premi germans Espar i Tressens. Homilies d'Organyà, 2020
- Quinze minuts. Roser d'Argent, Premi Vila de Puigcerdà, 2020
- Al pont. XXVI Premis literaris Vila de Torelló, 2024
- L'Exprés Nocturn i altres relats. Premi Joan Marquès Arbona de Relats. Sóller, 2024

### Novel·la
- El nàufrag. Calvià: Ajuntament de Calvià, 2007; Manresa: Abadia Editors, 2010. Premi de Narrativa Breu Rei en Jaume (2006)
- Puzles. Barcelona: Montflorit, 2010. Premi Artur Simó de Narrativa (2008)
- Matins grisos. Barcelona: Angle, 2010.
- Només són pedres. Lleida: Pagès, 2017
- Alba. Lleida: Bromera, 2018
- El Carrer. Maçanet de la Selva: Gregal, 2018
- I matarem els morts. Maçanet de la Selva: Gregal, 2019

## Premis literaris[calcitació]
- Premi Ciutat de Sagunt, Jaume Bru i Vidal de poesia 2011 per Tres estrelles Michelin[4]
- Premi de Poesia Miquel Peris Segarra. Castelló de la Plana, juny-2006, per Sorrejant
- Premi de Narrativa Breu Rei en Jaume. Calvià (Illes Balears), setembre-2006, per El nàufrag
- Premi AUGG dels XXIX Jocs Florals de la Tardor. Barcelona, novembre-2006
- Premi de Narrativa Breu d'Artesa de Segre, abril-2007, per El carnet per punts
- Premi Víctor Mora de Narrativa Breu. L'Escala-2007, per El mossèn de les pusses
- Premi de Narrativa “Escriptura i Memòria”. CCOO Alacant, 2007, per Les golfes
- Premi Artur Simó de Narrativa. Silla, 2008 (País Valencià), per Puzles
- Premi IV Concurs Literari Ciutat de Sant Adrià, 2008, per Més enllà del simulacre
- Flor Natural XXVII Jocs Florals de Calella, 2009
- Finalista Premi Ramon Llull 2010. Principat d'Andorra, 2010, per Matins grisos
- Premi de Poesia Jaume Bru i Vidal. Ciutat de Sagunt, 2011, per Tres estrelles Michelin
- Premi AUGG dels XXXIV Jocs Florals de la Tardor. Barcelona, novembre-2011
- Flor Natural XXXII Jocs Florals Calella, 2014
- Premi AUGG dels XXXVII Jocs Florals de la Tardor. Barcelona, octubre-2014
- Premi de Narrativa Breu d'Artesa de Segre, juny-2016, per La cala nudista
- Premi de Narrativa Antoni Bru. Ciutat d'Elx, 2017, per Alba
- Viola XLI Jocs Florals de la Tardor. Barcelona, novembre-2018
- Premi de Narrativa Breu de Masies de Roda, 2018, per Arran de vies
- Finalista del cinquè Premi Gregal de Novel·la, setembre 2016, per I matarem els morts
- Premi Miquel Arimany de Narrativa, Masies de Roda 2020, per La Sara i en Bru
- Premi Alella a Maria Oleart de Poesia, novembre 2019, per La ceguesa dels miralls
- Premi germans Espar i Tressens, Homilies d'Organyà 2020, per El jersei del mestre
- Roser d'Argent Vila de Puigcerdà 2020, per Quinze minuts
- Premi Miquel Arimany de Poesia, Masies de Roda 2023, per Tresors adolescents
- Accèssit de Narrativa XXVI Premis Literaris Vila de Torelló, per Al pont
- Premi de Narrativa Joan Marquès Arbona de Sóller, per L'Exprés Nocturn i altres relats